# طواف سطيف الدولي
طواف سطيف الدولي (بالإنجليزية: Tour International de Sétif)‏ هو سباق دراجات هوائية، من صنف سباق المرحلة ‏، عُقد في شهر مارس من 2014 إلى 2016 في الجزائر.

## قائمة الفائزين
| السنة | الفائز           | الثاني             | الثالث               |
| ----- | ---------------- | ------------------ | -------------------- |
| 2014  | توماس لباس       | Sergey Belykh ‏     | Artur Shaymuratov ‏   |
| 2015  | نبيل باز         | عبد الرحمن منصوري ‏ | Boualem Belmoukhtar ‏ |
| 2016  | السعيد عبد الواش | عادل البربري       | توماس فيتكوس         |